# Саранак (Мичиген)
Саранак (енгл. Saranac) град је у америчкој савезној држави Мичиген.

## Демографија
По попису из 2010. године број становника је 1.325, што је 1 (-0,1%) становника мање него 2000. године.
| Група             | 2000.         | 2010.         |
| Белци             | 1.291 (97,4%) | 1.266 (95,5%) |
| Афроамериканци    | 1 (0,1%)      | 2 (0,2%)      |
| Азијати           | 4 (0,3%)      | 5 (0,4%)      |
| Хиспаноамериканци | 18 (1,4%)     | 36 (2,7%)     |
| Укупно            | 1.326         | 1.325         |